# Киппер, Аксель Янович
Аксель Янович Киппер (эст. Aksel Kipper, 5 ноября 1907, Феллин, Лифляндская губерния — 25 сентября 1984, Тарту) — советский и эстонский астрофизик.

## Биография
В 1930 окончил Тартуский университет, в 1929—1944 работал в Тартуской обсерватории. С 1941 — профессор Тартуского университета, в 1944—1946 — заведующий кафедрой физики университета. Академик Академии наук Эстонской ССР (1946, первый состав). В 1946—1950 — вице-президент Академии наук Эстонской ССР. Инициатор создания Института физики и астрономии АН ЭССР (с 1973 — Институт астрофизики и физики атмосферы АН ЭССР), его первый директор (1950—1974).
Основные труды в области физики звёзд и туманностей. Занимался исследованием цефеид, изучал происхождение магнитных полей Солнца и звёзд, радиационные процессы в солнечной и звёздных атмосферах. Объяснил казавшуюся до того избыточной интенсивность непрерывного спектра газовых туманностей при помощи открытого им в 1950 механизма двухфотонного излучения водорода. Уточнил расстояния и светимости цефеид. Исследовал нестационарные магнитогидродинамические процессы в звёздах, изменения силы тяжести и ионизации в атмосферах цефеид, развил теорию колебаний во внешних слоях пульсирующих звёзд. Установил, что колебания происходят в виде распространяющихся наружу волн уплотнения, которые переходят на некоторой высоте в турбулентные. Возбуждением атомов этими турбулентными волнами объяснил периодическое появление эмиссионных линий в спектре Миры Кита. Предложил в 1962 своеобразную модификацию ньютоновской теории тяготения для устранения гравитационного парадокса, при которой вводятся две системы измерений пространства и времени, названные гравитационной и атомарной.
Жил в Тарту, ул. Крейцвальди, 4